# Aleksiej Szczerbaczewicz
Aleksiej Fłorianowicz Szczerbaczewicz (ros. Алексе́й Флориа́нович Щербаче́вич, ur. 1913, zm. 13 lutego 2007) – radziecki dyplomata.

## Życiorys
W 1947 ukończył Wyższą Szkołę Dyplomatyczną Ministerstwa Spraw Zagranicznych ZSRR, potem pracował w centralnym aparacie MSZ ZSRR i przedstawicielstwach ZSRR za granicą. Był pracownikiem Ambasad ZSRR w Finlandii, Argentynie i Chile, od 26 marca 1970 do 24 lipca 1975 był ambasadorem nadzwyczajnym i pełnomocnym ZSRR w Boliwii. Został odznaczony Orderem Czerwonego Sztandaru Pracy, Medalem „Za ofiarną pracę w Wielkiej Wojnie Ojczyźnianej 1941–1945”, Medalem „Za pracowniczą dzielność” i Medalem 100-lecia urodzin Lenina.